# Campeonato Brasileiro de Futebol de 2005 - Série B
O Campeonato Brasileiro Série B de 2005 foi a 24.ª edição da competição equivalente à segunda divisão do futebol do Brasil e contou com 22 equipes, sendo o Grêmio campeão e o Santa Cruz vice.
Entre os times rebaixados ficou o campeão da Série C de 2004, União Barbarense, os clubes Anapolina, Criciúma, Caxias e os dois grandes clubes baianos, Bahia e Vitória.
Foi a última edição em que ascendiam apenas duas equipes à Série A antes da adoção do sistema por pontos corridos a partir da edição seguinte, em 2006, onde passou a contar com 20 equipes.
A competição foi citada no escândalo da Máfia do Apito como tendo jogos manipulados, mas diferente do Campeonato Brasileiro de Futebol de 2005 - Série A, não teve jogos anulados.

## Primeira fase
| Pos | Equipes          | Pts | J  | V  | E | D  | GP | GC | SG  | Classificação ou rebaixamento     |
| --- | ---------------- | --- | -- | -- | - | -- | -- | -- | --- | --------------------------------- |
| 1   | Santa Cruz       | 41  | 21 | 12 | 5 | 4  | 32 | 21 | +11 | Classificados para a segunda fase |
| 2   | Marília          | 35  | 21 | 11 | 2 | 8  | 38 | 28 | +10 | Classificados para a segunda fase |
| 3   | Guarani          | 35  | 21 | 10 | 5 | 6  | 30 | 23 | +7  | Classificados para a segunda fase |
| 4   | Grêmio           | 35  | 21 | 9  | 8 | 4  | 32 | 26 | +6  | Classificados para a segunda fase |
| 5   | Santo André      | 34  | 21 | 10 | 4 | 7  | 34 | 25 | +9  | Classificados para a segunda fase |
| 6   | Portuguesa       | 34  | 21 | 10 | 4 | 7  | 35 | 27 | +8  | Classificados para a segunda fase |
| 7   | Náutico          | 33  | 21 | 10 | 3 | 8  | 35 | 34 | +1  | Classificados para a segunda fase |
| 8   | Avaí             | 32  | 21 | 10 | 2 | 9  | 34 | 28 | +6  | Classificados para a segunda fase |
| 9   | Vila Nova        | 32  | 21 | 10 | 2 | 9  | 28 | 29 | -1  |                                   |
| 10  | Ituano           | 31  | 21 | 9  | 4 | 8  | 33 | 26 | +7  |                                   |
| 11  | Ceará            | 29  | 21 | 8  | 5 | 8  | 27 | 22 | +5  |                                   |
| 12  | CRB              | 29  | 21 | 8  | 5 | 8  | 28 | 37 | -9  |                                   |
| 13  | Gama             | 28  | 21 | 8  | 4 | 9  | 28 | 33 | -5  |                                   |
| 14  | São Raimundo-AM  | 28  | 21 | 8  | 4 | 9  | 22 | 28 | -6  |                                   |
| 15  | Paulista         | 28  | 21 | 7  | 7 | 7  | 39 | 35 | +4  |                                   |
| 16  | Sport            | 27  | 21 | 8  | 3 | 10 | 29 | 32 | -3  |                                   |
| 17  | Vitória          | 27  | 21 | 7  | 6 | 8  | 35 | 35 | 0   | Rebaixados à Série C de 2006      |
| 18  | Bahia            | 25  | 21 | 7  | 4 | 10 | 28 | 33 | -5  | Rebaixados à Série C de 2006      |
| 19  | Anapolina        | 25  | 21 | 7  | 4 | 10 | 25 | 31 | -6  | Rebaixados à Série C de 2006      |
| 20  | União Barbarense | 24  | 21 | 6  | 6 | 9  | 20 | 24 | -4  | Rebaixados à Série C de 2006      |
| 21  | Criciúma         | 19  | 21 | 6  | 1 | 14 | 24 | 45 | -21 | Rebaixados à Série C de 2006      |
| 22  | Caxias           | 16  | 21 | 4  | 4 | 13 | 19 | 33 | -14 | Rebaixados à Série C de 2006      |

## Segunda fase

### Grupo A
| Pos | Equipes     | Pts | J | V | E | D | GP | GC | SG  |
| --- | ----------- | --- | - | - | - | - | -- | -- | --- |
| 1   | Santa Cruz  | 13  | 6 | 4 | 1 | 1 | 13 | 5  | +8  |
| 2   | Grêmio      | 12  | 6 | 4 | 0 | 2 | 8  | 4  | +4  |
| 3   | Santo André | 10  | 6 | 3 | 1 | 2 | 7  | 5  | +2  |
| 4   | Avaí        | 0   | 6 | 0 | 0 | 6 | 3  | 17 | -14 |

|             | AVA | GRE | SCR | SAD |
| ----------- | --- | --- | --- | --- |
| Avaí        | —   | 1–3 | 1–3 | 0–1 |
| Grêmio      | 2–0 | —   | 2–0 | 0–2 |
| Santa Cruz  | 5–1 | 1–0 | —   | 3–0 |
| Santo André | 3–0 | 0–1 | 1–1 | —   |

|  |                                           |
|  | Zona de classificação para a próxima fase |

### Grupo B
| Pos | Equipes    | Pts | J | V | E | D | GP | GC | SG |
| --- | ---------- | --- | - | - | - | - | -- | -- | -- |
| 1   | Náutico    | 12  | 6 | 4 | 0 | 2 | 13 | 7  | +6 |
| 2   | Portuguesa | 10  | 6 | 3 | 1 | 2 | 7  | 6  | +1 |
| 3   | Marília    | 9   | 6 | 3 | 0 | 3 | 10 | 13 | -3 |
| 4   | Guarani    | 4   | 6 | 1 | 1 | 4 | 6  | 10 | -4 |

|            | GUA | MAR | NAU | POR |
| ---------- | --- | --- | --- | --- |
| Guarani    | —   | 2–0 | 1–4 | 1–1 |
| Marília    | 3–2 | —   | 4–3 | 3–1 |
| Náutico    | 1–0 | 3–0 | —   | 0–1 |
| Portuguesa | 1–0 | 2–0 | 1–2 | —   |

|  |                                           |
|  | Zona de classificação para a próxima fase |

## Fase final
Depois de um ano na Série B, o Grêmio conquistou o título no quadrangular final e, em 2006, voltou para a Série A, subindo juntamente com o Santa Cruz de Pernambuco. Os outros dois times do quadrangular eram o Náutico, também de Pernambuco, e os paulistas da Portuguesa de Desportos.
No jogo final, Grêmio 1 x 0 Náutico, houve dois incidentes: a torcida pernambucana trancou os gaúchos no vestiário (foi uma retaliação à falta de água ao Náutico em Porto Alegre) e após o juiz ter marcado um pênalti para o Náutico, instaurou-se confusão que levou à expulsão de 3 gremistas (o Grêmio já tinha 1 homem a menos). Após aproximadamente 25 minutos de paralisação, o Náutico finalmente pôde cobrar a penalidade (que, se convertida, eliminaria a equipe gaúcha e classificaria as duas equipes pernambucanas para a série A). Porém, o goleiro Galatto, do Grêmio, defendeu a cobrança, e na continuação do lance o jovem atacante Anderson ainda marcou um gol que lhe deu o título da competição, mesmo com 6 jogadores na linha. O episódio ficou conhecido pela torcida gremista como "Batalha dos Aflitos", em referência ao nome do estádio do Náutico. O episódio acabou inspirando um filme intitulado "Inacreditável - A Batalha dos Aflitos" dois anos após a antológica partida.
O outro time classificado, Santa Cruz, assegurou sua classificação ao final do jogo contra a Portuguesa de Desportos. A partida foi realizada no Estádio do Arruda, em Recife, com o público de 65.000 pagantes. Com 2 gols de Reinaldo, (aos 39 e 41 minutos do primeiro tempo) o Santa Cruz jogou bem e venceu o jogo, de virada, por 2x1, conquistando sua classificação para a Série A do Campeonato Brasileiro de 2006. Devido ao atraso no jogo Náutico e Grêmio os torcedores do Santa Cruz já comemoravam a vitória do campeonato, que minutos depois seria conquistada pelo Grêmio. Cléber marcou o único tento do time paulista aos 19 minutos da primeira etapa.
| Pos | Equipes    | Pts | J | V | E | D | GP | GC | SG |
| --- | ---------- | --- | - | - | - | - | -- | -- | -- |
| 1   | Grêmio     | 12  | 6 | 3 | 3 | 0 | 8  | 4  | +4 |
| 2   | Santa Cruz | 10  | 6 | 3 | 1 | 2 | 7  | 8  | -1 |
| 3   | Náutico    | 6   | 6 | 2 | 0 | 4 | 6  | 6  | 0  |
| 4   | Portuguesa | 5   | 6 | 1 | 2 | 3 | 9  | 12 | -3 |

|            | GRE | NAU | POR | SCR |
| ---------- | --- | --- | --- | --- |
| Grêmio     | —   | 1–0 | 2–2 | 2–0 |
| Náutico    | 0–1 | —   | 4–1 | 0–2 |
| Portuguesa | 1–1 | 0–2 | —   | 4–1 |
| Santa Cruz | 1–1 | 1–0 | 2–1 | —   |

|  |                              |
|  | Promovidos à Série A de 2006 |

## Classificação Final
| Pos | Equipes          | Pts | J  | V  | E  | D  | GP | GC | SG  | Classificação ou rebaixamento              |
| --- | ---------------- | --- | -- | -- | -- | -- | -- | -- | --- | ------------------------------------------ |
| 1   | Grêmio           | 59  | 33 | 16 | 11 | 6  | 48 | 34 | +14 | Promovidos à Série A de 2006               |
| 2   | Santa Cruz       | 64  | 33 | 19 | 7  | 7  | 52 | 34 | +18 | Promovidos à Série A de 2006               |
| 3   | Náutico          | 51  | 33 | 16 | 3  | 14 | 54 | 47 | +7  |                                            |
| 4   | Portuguesa       | 49  | 33 | 14 | 7  | 12 | 51 | 45 | +6  |                                            |
| 5   | Marília          | 44  | 27 | 14 | 2  | 11 | 48 | 41 | +7  |                                            |
| 6   | Santo André      | 44  | 27 | 13 | 5  | 9  | 41 | 30 | +11 |                                            |
| 7   | Guarani          | 39  | 27 | 11 | 6  | 10 | 36 | 33 | +3  |                                            |
| 8   | Avaí             | 32  | 27 | 10 | 2  | 15 | 37 | 45 | -8  |                                            |
| 9   | Vila Nova        | 32  | 21 | 10 | 2  | 9  | 28 | 29 | -1  |                                            |
| 10  | Ituano           | 31  | 21 | 9  | 4  | 8  | 33 | 26 | +7  |                                            |
| 11  | Ceará            | 29  | 21 | 8  | 5  | 8  | 27 | 22 | +5  |                                            |
| 12  | CRB              | 29  | 21 | 8  | 5  | 8  | 28 | 37 | -9  |                                            |
| 13  | Gama             | 28  | 21 | 8  | 4  | 9  | 28 | 33 | -5  |                                            |
| 14  | São Raimundo-AM  | 28  | 21 | 8  | 4  | 9  | 22 | 28 | -6  |                                            |
| 15  | Paulista         | 28  | 21 | 7  | 7  | 7  | 39 | 35 | +4  | Segunda fase da Copa Libertadores de 20061 |
| 16  | Sport            | 27  | 21 | 8  | 3  | 10 | 29 | 32 | -3  |                                            |
| 17  | Vitória          | 27  | 21 | 7  | 6  | 8  | 35 | 35 | 0   | Rebaixados à Série C de 2006               |
| 18  | Bahia            | 25  | 21 | 7  | 4  | 10 | 28 | 33 | -5  | Rebaixados à Série C de 2006               |
| 19  | Anapolina        | 25  | 21 | 7  | 4  | 10 | 25 | 31 | -6  | Rebaixados à Série C de 2006               |
| 20  | União Barbarense | 24  | 21 | 6  | 6  | 9  | 20 | 24 | -4  | Rebaixados à Série C de 2006               |
| 21  | Criciúma         | 19  | 21 | 6  | 1  | 14 | 24 | 45 | -21 | Rebaixados à Série C de 2006               |
| 22  | Caxias           | 16  | 21 | 4  | 4  | 13 | 19 | 33 | -14 | Rebaixados à Série C de 2006               |

1O Paulista tinha vaga garantida na Copa Libertadores de 2006 por ser campeão da Copa do Brasil de 2005.

## Campeão
| Campeão Brasileiro de 2005 (Série B)         |
| Rio Grande do Sul                            |
| -------------------------------------------- |
| Grêmio Foot-Ball Porto Alegrense (1º título) |